# Аркадіуш Маляж
Аркадіуш Маляж (пол. Arkadiusz Malarz; нар. 19 червня 1989, Пултуськ, Польща) — польський футболіст, воротар футбольної команди ЛКС (Лодзь).
Відомий своїм рекордним досягненням у грецькій лізі. Виступаючи за свою тодішню команду «Шкода Ксанті» він не пропускав 7 ігор поспіль і тримав свої ворота «на замку» 683 хвилини, що стало найкращим досягненням у грецькому чемпіонаті.

## Титули і досягнення
- Чемпіон Польщі (3):

«Легія»:  2015/16, 2016/17, 2017/18
- Володар Кубку Польщі (3):

«Легія»:  2014/15, 2015/16, 2017/18